# Río Mali Yeniséi
El río Mali Yeniséi (en ruso: Малый Енисей, "pequeño Yeniséi"), o Ka-Jem (en tuvano: Ка-Хем) es un curso de agua de Mongolia y de Rusia, donde discurre por la república de Tuvá. Es, juntamente con el río Bolshói Yeniséi uno de los constituyentes del Yeniséi, del que es la fuente izquierda, la del este.

## Geografía

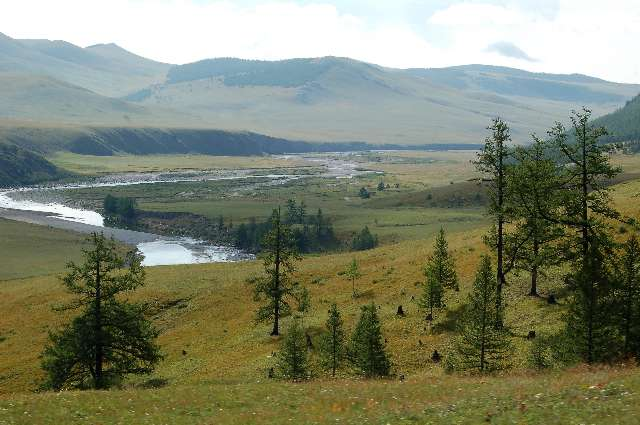
El río cerca de su fuente.

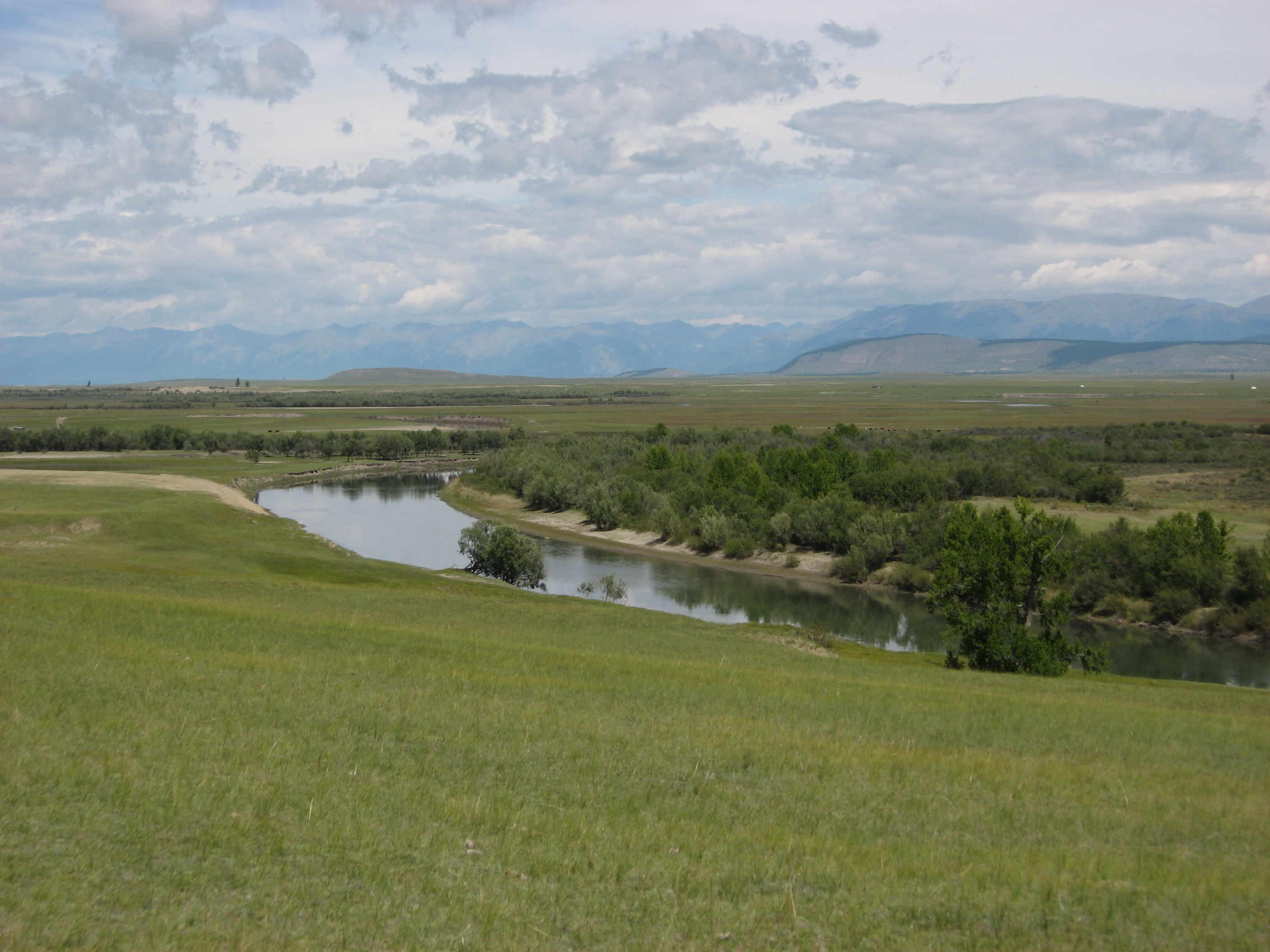
Otra imagen del río.

El río Mali Yeniséi nace al sur de los montes Sayanes, al noroeste de Mongolia, como emisario del lago Dood-Nuur (1538 m de altitud), en el seno de una vasta hondonada pantanosa surcada por numerosos lagos, algunas decenas de kilómetros al oeste del lago Ubsugul. El lago Dood-Nuur es alimentado por numerosos afluentes que vienen de las montañas del entorno. A su salida del lago, el río se dirige primero hacia el norte y luego hacia el oeste. Tras haber recorrido un centenar de kilómetros y recibir numerosos afluentes, franquea la frontera rusa en Ush-Bel'Dyr. En ese momento tiene un caudal ya de 140 m³/s. Continúa su camino hacia el oeste. Termina uniéndose al Bolshói Yeniséi, un poco por encima de la ciudad de Kyzyl, formando así el Yeniséi.
En Mongolia, el río recibe el nombre de Shishjid-Gol.

### Afluentes
Los principales afluentes del Mali Yeniséi son:
- río Balyktyg-Jem;
- río Uzhep que viene del sur, de los montes Tannu-Ola, confluye por la izquierda;
- río Buren, también proveniente de Tannu-Ola.

## Hielo-Navegabilidad
El Mali Yeniséi permanece bajo el hielo seis meses al año, generalmente de noviembre a abril.
Fuera de este período, es navegable durante 142 km por encima de su punto de confluencia en Kyzyl.

## Hidrometría en Kyzyl

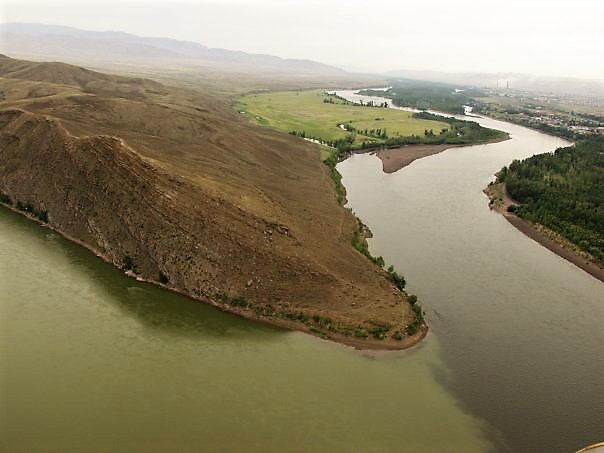
La confluencia del Mali y el Bolshói Yeniséi

El caudal del Mali Yeniséi ha sido observado durante 23 años (1974-1999) en la estación hidrométrica de Kyzyl, localidad situada a la altura de su confluencia con el Bolshói Yeniséi.
El caudal interanual medio observado en Kyzyl durante este período era de 410 m³/s para una superficie drenada de 58.600 km², la totalidad de la cuenca. La lámina de agua que se vierte en esta cuenca es de 221 mm, que debe considerarse como elevada,y más en el contexto de la república de Tuvá, escasa en precipitaciones.
Río de alta montaña. alimentado esencialmente por la fusión de las nieves y los glaciares de las altas montañas del Sayán, tiene régimen nivo-glacial, que presenta globalmente dos estaciones.
La época de crecidas se da en primavera y verano, de mayo a agosto. El pico de caudal se da en junio y corresponde a la fusión masiva de las nieves y los hielos de las cumbres de su cuenca. A lo largo del verano el caudal baja progresivamente aunque se mantiene bastante elevado.
Desde el mes de septiembre el caudal del río baja rápidamente hasta el periodo de estiaje, que tiene lugar de noviembre a mediados de abril.
El caudal medio mensual observado en marzo (mínimo de estiaje) es de 96 m³/s, lo que representa casi un 10% del caudal medio del mes de junio, 1024 m³/s, lo que testimonia la relativa debilidad de las variaciones estacionales, situación rara en Rusia, aunque normal en un río de alta montaña. Durante el periodo de observación de 23 años el caudal mensual mínimo fue de 76.3 m³/s en marzo de 1979, mientras que el caudal mensual máximo se dio en junio de 1977, y se elevaba a 1.680 m³/s.
Considerando únicamente el periodo estival, libre de hielos, el caudal mensual mínimo es de 314 m³/s en septiembre de 1978.
| Caudal medio mensual del Mali Yeniséi en la estación hidrométrica de Kyzyl (Datos calculados en 23 años, en m³/s) |
| |